# Lannebert
Lannebert [lanəbɛʁ] est une commune française située dans le département des Côtes-d'Armor en région Bretagne.

## Géographie
La commune de Lannebert dépend de l'arrondissement de Saint-Brieuc, du département des Côtes-d'Armor : Trégor / Goëlo - Bretagne.  
Elle fait partie du canton de Plouha.
| Tréméven   |           | Pludual   |
|            | Lannebert | Pléguien  |
| Gommenec'h | Goudelin  | Lanvollon |

### Hydrographie
Pour un article plus général, voir Réseau hydrographique des Côtes-d'Armor.
La commune est située dans le bassin Loire-Bretagne. Elle est drainée par le Leff, le Goazel, le Kerguidoué et le Roz,,.
Le Leff, d'une longueur de 62 km, prend sa source dans la commune du Leslay et se jette  dans le Trieux en limite de Quemper-Guézennec et de Plourivo, après avoir traversé 19 communes. 

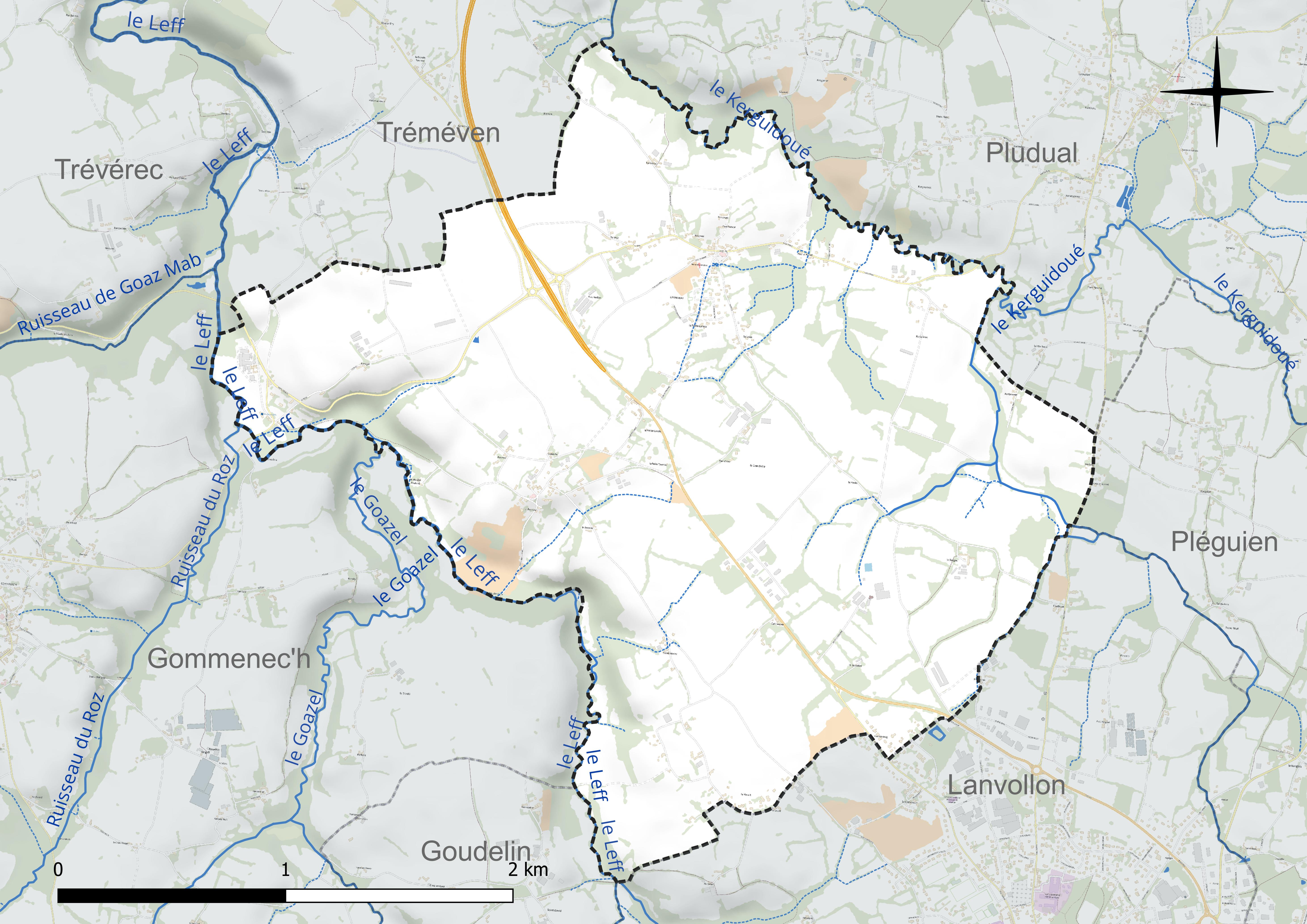
Réseau hydrographique de Lannebert.

Le Goazel, d'une longueur de 19 km, prend sa source dans la commune de Lanrodec et se jette  dans le Leff sur la commune, après avoir traversé six communes. 
Le Kerguidoué, d'une longueur de 21 km, prend sa source dans la commune de Lantic et se jette  dans le Leff à Tréméven, après avoir traversé sept communes. 

### Climat
Pour des articles plus généraux, voir Climat de la Bretagne et Climat des Côtes-d'Armor.
En 2010, le climat de la commune est de type climat océanique franc, selon une étude du Centre national de la recherche scientifique s'appuyant sur une série de données couvrant la période 1971-2000. En 2020, Météo-France publie une typologie des climats de la France métropolitaine dans laquelle la commune est exposée à un climat océanique et est dans la région climatique Finistère nord, caractérisée par une pluviométrie élevée, des températures douces en hiver (6 °C), fraîches en été et des vents forts. Parallèlement l'observatoire de l'environnement en Bretagne publie en 2020 un zonage climatique de la région Bretagne, s'appuyant sur des données de Météo-France de 2009. La commune est, selon ce zonage, dans la zone « Intérieur », exposée à un climat médian, à dominante océanique.  
Pour la période 1971-2000, la température annuelle moyenne est de 11,3 °C, avec  une amplitude thermique annuelle de 10,7 °C. Le cumul annuel moyen de précipitations est de 765 mm, avec 13,1 jours de précipitations en janvier et 6,7 jours en juillet. Pour la période 1991-2020, la température moyenne annuelle observée sur la station météorologique la plus proche, située sur la commune de Lanleff à 5 km à vol d'oiseau, est de 11,7 °C et le cumul annuel moyen de précipitations est de 845,9 mm,. Pour l'avenir, les paramètres climatiques de la commune estimés pour 2050 selon différents scénarios d'émission de gaz à effet de serre sont consultables sur un site dédié publié par Météo-France en novembre 2022.

## Urbanisme

### Typologie
Au 1er janvier 2024, Lannebert est catégorisée commune rurale à habitat dispersé, selon la nouvelle grille communale de densité à 7 niveaux définie par l'Insee en 2022.
Elle est située hors unité urbaine et hors attraction des villes,.

### Occupation des sols
L'occupation des sols de la commune, telle qu'elle ressort de la base de données européenne d’occupation biophysique des sols Corine Land Cover (CLC), est marquée par l'importance des territoires agricoles (90,8 % en 2018), en augmentation par rapport à 1990 (89,3 %). La répartition détaillée en 2018 est la suivante : 
terres arables (62 %), zones agricoles hétérogènes (28,9 %), forêts (8,7 %), zones industrielles ou commerciales et réseaux de communication (0,5 %). L'évolution de l’occupation des sols de la commune et de ses infrastructures peut être observée sur les différentes représentations cartographiques du territoire : la carte de Cassini (XVIIIe siècle), la carte d'état-major (1820-1866) et les cartes ou photos aériennes de l'IGN pour la période actuelle (1950 à aujourd'hui).

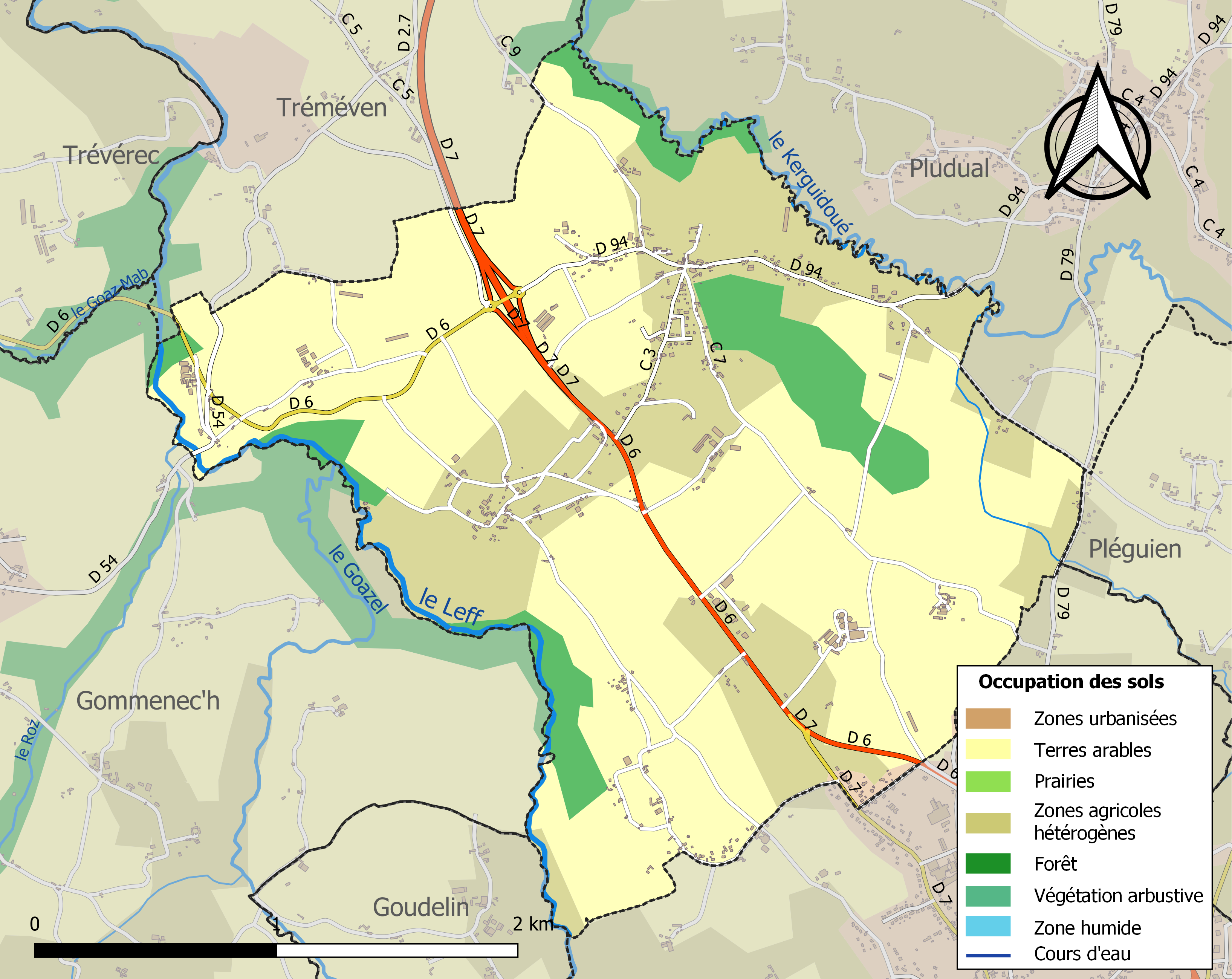
Carte des infrastructures et de l'occupation des sols de la commune en 2018 (CLC).

## Toponymie
Le nom de la localité est attesté sous les formes Lanniber, Lannebert en 1232, Lanneber en 1235, Lannebert en 1245, Lanneber en 1263, 1268, 1270, 1271 et en 1482, Lannebeur en 1543, Laneber en 1578. On trouve l'appellation Lanneber jusqu’en 1678 et Lannebert dès 1700.
Son nom vient de l’ancien breton lann qui signifie ermitage et de Eber du nom d'un saint breton. « le monastère d' Eber / Iber ».
Son nom en breton est Lanbeur.

## Histoire
Sous l’ancien régime, Lannebert appartenait à l’archidiaconé du Goëlo, à l’évêché de Saint-Brieuc et au comté du Goëlo.

### Le XXe siècle

#### Les guerres du XXe siècle
Le monument aux Morts porte les noms de 52 soldats morts pour la Patrie :
- 43 sont morts durant la Première Guerre mondiale.
- 8 sont morts durant la Seconde Guerre mondiale.
- 1 est mort durant la Guerre d'Indochine.

## Politique et administration
| Période                                  | Période                   | Identité            | Étiquette | Qualité                                                  |
| ---------------------------------------- | ------------------------- | ------------------- | --------- | -------------------------------------------------------- |
| Les données manquantes sont à compléter. |                           |                     |           |                                                          |
| avant 1931                               | après 1938                | Eugène Pierre       |           |                                                          |
| Les données manquantes sont à compléter. |                           |                     |           |                                                          |
| avant 1946                               | mars 1965                 | Léon Pierre         |           |                                                          |
| mars 1965                                | mars 1971                 | François Hello      |           |                                                          |
| mars 1971                                | mars 1983                 | Yves Le Challonny   |           | Retraité                                                 |
| mars 1983                                | mars 2001                 | Michel Le Calvez    |           | Agriculteur retraité, maire honoraire                    |
| mars 2001                                | mars 2014                 | Yvon Cadoret        | PS        | Commercial retraité, maire honoraire                     |
| mars 2014                                | En cours (au 27 mai 2020) | Jean-Michel Geffroy | DVG       | Agriculteur Président de Leff Armor Communauté (2020 → ) |

## Démographie
L'évolution du nombre d'habitants est connue à travers les recensements de la population effectués dans la commune depuis 1793. Pour les communes de moins de 10 000 habitants, une enquête de recensement portant sur toute la population est réalisée tous les cinq ans, les populations de référence des années intermédiaires étant quant à elles estimées par interpolation ou extrapolation. Pour la commune, le premier recensement exhaustif entrant dans le cadre du nouveau dispositif a été réalisé en 2008.

En 2022, la commune comptait 431 habitants, en évolution de −4,01 % par rapport à 2016 (Côtes-d'Armor : +1,78 %, France hors Mayotte : +2,11 %).
| 1793 | 1800 | 1806 | 1821 | 1831 | 1836 | 1841 | 1846 | 1851 |
| ---- | ---- | ---- | ---- | ---- | ---- | ---- | ---- | ---- |
| 750  | 899  | 740  | 852  | 863  | 934  | 882  | 866  | 845  |

| 1856 | 1861 | 1866 | 1872  | 1876 | 1881 | 1886 | 1891 | 1896 |
| ---- | ---- | ---- | ----- | ---- | ---- | ---- | ---- | ---- |
| 819  | 882  | 893  | 1 232 | 910  | 833  | 810  | 788  | 756  |

| 1901 | 1906 | 1911 | 1921 | 1926 | 1931 | 1936 | 1946 | 1954 |
| ---- | ---- | ---- | ---- | ---- | ---- | ---- | ---- | ---- |
| 743  | 687  | 630  | 545  | 507  | 473  | 481  | 428  | 429  |

| 1962 | 1968 | 1975 | 1982 | 1990 | 1999 | 2006 | 2008 | 2013 |
| ---- | ---- | ---- | ---- | ---- | ---- | ---- | ---- | ---- |
| 395  | 342  | 339  | 381  | 353  | 354  | 394  | 405  | 451  |

| 2018 | 2022 | - | - | - | - | - | - | - |
| ---- | ---- | - | - | - | - | - | - | - |
| 438  | 431  | - | - | - | - | - | - | - |

## Lieux et monuments
- Chapelle Notre-Dame de Liscorno, inscrite au titre des monuments historiques par arrêté du 28 décembre 1963[29].

- Croix de cimetière de Lannebert
- Église Saint-Évence.

## Personnalités liées à la commune
- Jean-Marie Jacob (1741-1801), né à Plouézec, évêque constitutionnel des Côtes-du-Nord.
- Jacques Josse, poète écrivain.

## Héraldique
| Blason de Lannebert | Blason  | Parti de un, coupé ondé de un, au 1) d'azur à une roue de moulin d'or et à un poisson d'argent brochant en pointe, au 2) d'argent à un glaive versé d'azur, emmanché de gueules et passé en sautoir avec une rose de jardin au naturel, au 3) d'argent à trois mouchetures d'hermine de sable, au 4) de gueules à trois annelets d'argent |
| Blason de Lannebert | Détails | Créé par JF Binon. Adopté en 2022. |

## Sources
- Les épidémies de 1785 et 1786 à Lannebert, par Christian Jacob – Les Carnets du Goëlo no 30 (2014), bulletin de la Société d'études historiques et archéologique du Goëlo
- La chapelle de Liscorno , Jeanne Tallec, – Les Carnets du Goëlo no 34 (2018), bulletin de la Société d'études historiques et archéologique du Goëlo
- Jean-Marie Jacob, évêque constitutionnel, H. Pommeret, Bulletins et Mémoires de la Société d’émulation des Côtes-du-Nord (Tome LXXV 1945-1946)